# Prodigal Daughters
Prodigal Daughters is een Amerikaanse dramafilm uit 1923 onder regie van Sam Wood. Destijds werd de film in Nederland uitgebracht onder de titel Verloren dochters.

## Verhaal
De zusjes Swifty en Marjorie Forbes houden er tot ontzetting van hun vader een erg wufte levensstijl op na. Wanneer Swifty 's zondags niet ter kerke wil gaan, is voor hem de maat vol. Ze verhuist naar een appartementje in de kunstenaarswijk. Marjorie trouwt intussen met een schrijver van jazzliedjes, die haar al spoedig in de steek laat. Swifty moet dan weer een baan nemen, waar ze wordt lastiggevallen door haar chef.

## Rolverdeling
| Acteur           | Personage        |
| ---------------- | ---------------- |
| Gloria Swanson   | Swifty Forbes    |
| Ralph Graves     | Roger Corbin     |
| Vera Reynolds    | Marjory Forbes   |
| Theodore Roberts | J.D. Forbes      |
| Louise Dresser   | Mevrouw Forbes   |
| Charles Clary    | Stanley Garside  |
| Robert Agnew     | Lester Hodge     |
| Maude Wayne      | Connie           |
| J. Jiquel Lanoe  | Juda Botanya     |
| Eric Mayne       | Dr. Marco Strong |